# Giải Cờ vua Tưởng niệm Tal

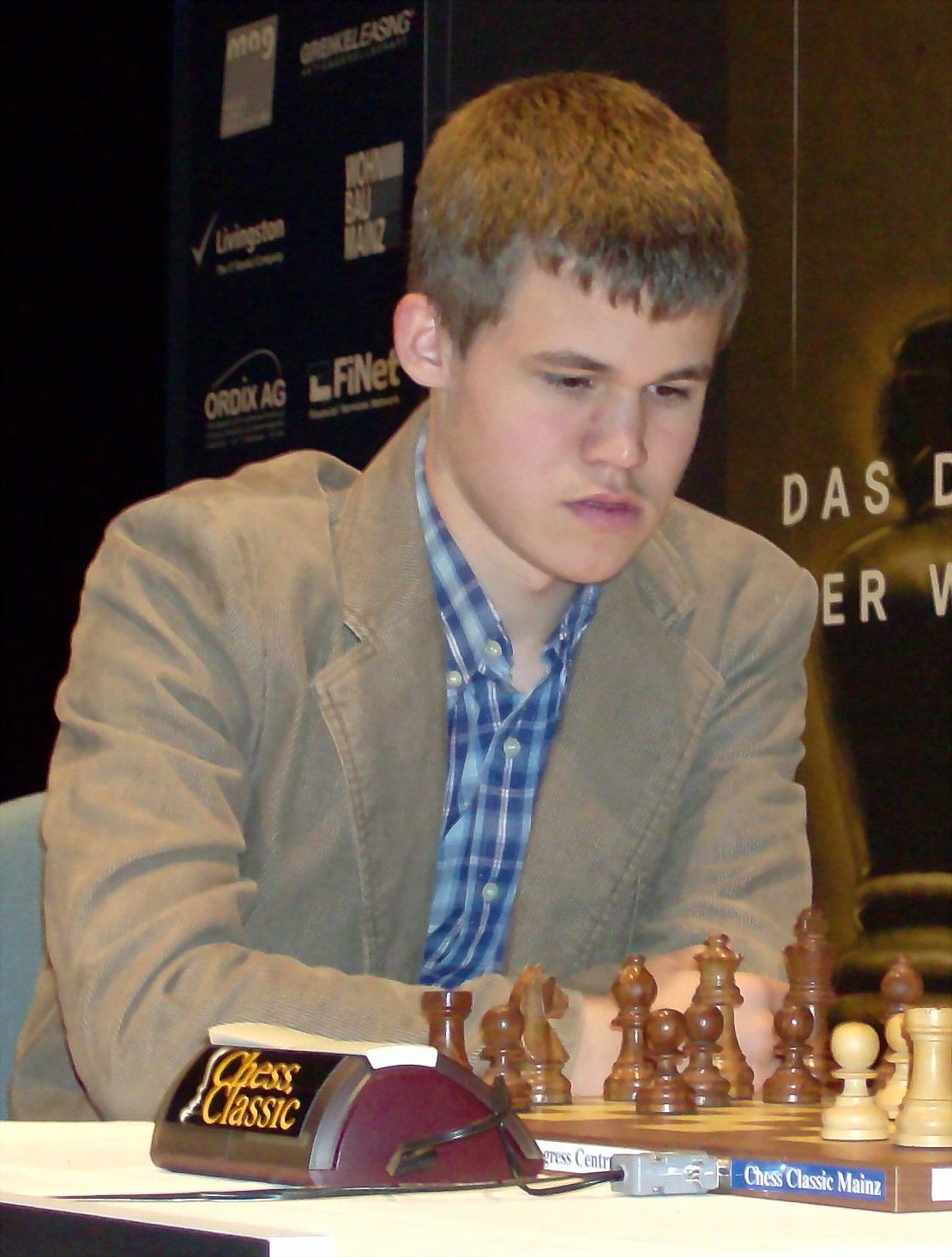
Magnus Carlsen, vô địch hai năm liên tiếp 2011 và 2012

Giải Cờ vua Tưởng niệm Tal là một giải cờ vua thường niên được tổ chức ở Moskva từ năm 2006, để tưởng niệm cựu vô địch cờ vua thế giới Mikhail Tal, người đã qua đời năm 1992.
Giải thường được tổ chức vào nửa đầu tháng 11, với sự tham gia của các kì thủ hàng đầu thế giới. Ba giải đấu đầu tiên (2006 – 2008) thuộc nhóm 20. Giải 2009, 2010 thuộc nhóm 21. Đến giải 2011 là giải đầu tiên trong lịch sử quy tụ 10 kỳ thủ thuộc nhóm 22. Giải năm 2012 cũng thuộc nhóm 22.

## Thông tin các giải đấu
| Năm      | Elo trung bình | Nhà vô địch                                | Quốc gia                    | Điểm       |
| -------- | -------------- | ------------------------------------------ | --------------------------- | ---------- |
| 2006     | 2727           | Levon Aronian Peter Leko Ruslan Ponomariov | Armenia · Hungary · Ukraina | 5½ / 9     |
| 2007     | 2741           | Vladimir Kramnik                           | Nga                         | 6½ / 9     |
| 2008     | 2738           | Vassily Ivanchuk                           | Ukraina                     | 6 / 9      |
| 2009     | 2764           | Vladimir Kramnik                           | Nga                         | 6 / 9      |
| 2010 [1] | 2757           | Levon Aronian Sergey Karjakin              | Armenia · Nga               | 5½ / 9 [2] |
| 2011 [3] | 2776           | Magnus Carlsen                             | Na Uy                       | 5½ / 9 [4] |
| 2012 [5] | 2776           | Magnus Carlsen                             | Na Uy                       | 5½ / 9     |

### 2009
Giải năm 2009 tổ chức từ 5 đến 14 tháng 11, với sự tham dự của 10 trong top 13 tay cờ hàng đầu thế giới là Viswanathan Anand (đương kim vô địch thế giới), Levon Aronian, Vladimir Kramnik, Magnus Carlsen, Peter Leko, Vassily Ivanchuk, Boris Gelfand, Alexander Morozevich, Ruslan Ponomariov và Peter Svidler. Elo trung bình lên tới 2764, là giải đấu mạnh nhất năm 2009 (theo một cách đánh giá thì đây là giải cờ mạnh nhất trong thời gian 10 năm từ 2000 đến 2009 và xếp thứ 7 trong lịch sử). Vladimir Kramnik vô địch với 3 thắng 6 hoà, hơn 2 người về nhì Ivanchuk và Carlsen 1 điểm .

### 2012
Giải năm 2012 tổ chức từ 9 đến 18 tháng 6. Giải quy tụ 10 kỳ thủ, với 8 kỳ thủ nằm trong top 11 kỳ thủ hàng đầu theo bảng xếp hạng FIDE (Carlsen, Aronian, Kramnik, Radjabov, Nakamura, Caruana, Morozevich, Grischuk) cùng Tomashevsky và một kỳ thủ qua bình chọn của khán giả là McShane . Đây là năm đầu tiên của giải có một kỳ thủ được tham dự qua bình chọn của khán giả. Ban đầu, Lê Quang Liêm có tên và dẫn đầu danh sách bầu chọn nhưng bị loại vì ban tổ chức nghi ngờ khán giả Việt Nam bỏ phiếu không trung thực .
Do thi đấu vòng tròn một lượt 9 ván nên có 5 kỳ thủ cầm trắng nhiều hơn 1 ván và 5 kỳ thủ còn lại cầm đen nhiều hơn. Thay vì bốc thăm như những giải khác, giải năm 2012 tổ chức một vòng đấu cờ chớp vào ngày đầu tiên. 5 kỳ thủ xếp đầu sẽ được quyền cầm trắng nhiều hơn .
Sau 5 vòng đấu, Morozevich dẫn đầu với 4 điểm . Tuy nhiên anh bất ngờ thua 3 trận liên tiếp. Đến trước vòng cuối, Caruana có cơ hội vô địch khi hơn các tay cờ còn lại nửa điểm. Anh chỉ cần hoà ván cuối là vô địch vì có số ván cầm đen nhiều hơn hai kỳ thủ xếp sau (tiêu chí đầu tiên để xếp hạng khi bằng điểm) . Tuy nhiên vòng cuối Caruana thất bại, trong khi đó Carlsen thắng. Tay cờ số 1 thế giới Carlsen là đấu thủ duy nhất bất bại (2 thắng 7 hoà) giành 5,5 điểm, bảo vệ được ngôi vô địch .

#### Kết quả 2012
|    | Kỳ thủ                        | Rating | 1 | 2 | 3 | 4 | 5 | 6 | 7 | 8 | 9 | 10 | Tổng |
| -- | ----------------------------- | ------ | - | - | - | - | - | - | - | - | - | -- | ---- |
| 1  | Magnus Carlsen (Norway)       | 2835   | X | ½ | 1 | ½ | ½ | ½ | ½ | 1 | ½ | ½  | 5½   |
| 2  | Fabiano Caruana (Hoa Kỳ)      | 2770   | ½ | X | ½ | 1 | 0 | 0 | ½ | 1 | ½ | 1  | 5    |
| 3  | Teimour Radjabov (Azerbaijan) | 2784   | 0 | ½ | X | ½ | ½ | ½ | ½ | 1 | ½ | 1  | 5    |
| 4  | Vladimir Kramnik (Nga)        | 2801   | ½ | 0 | ½ | X | ½ | ½ | 1 | 0 | ½ | 1  | 4½   |
| 5  | Alexander Morozevich (Nga)    | 2769   | ½ | 1 | ½ | ½ | X | 1 | 1 | 0 | 0 | 0  | 4½   |
| 6  | Levon Aronian (Armenia)       | 2825   | ½ | 1 | ½ | ½ | 0 | X | ½ | 0 | 1 | ½  | 4½   |
| 7  | Alexander Grischuk (Nga)      | 2761   | ½ | ½ | ½ | 0 | 0 | ½ | X | 1 | 1 | ½  | 4½   |
| 8  | Luke McShane (England)        | 2706   | 0 | 0 | 0 | 1 | 1 | 1 | 0 | X | ½ | ½  | 4    |
| 9  | Hikaru Nakamura (USA)         | 2775   | ½ | ½ | ½ | ½ | 1 | 0 | 0 | ½ | X | ½  | 4    |
| 10 | Evgeny Tomashevsky (Nga)      | 2738   | ½ | 0 | 0 | 0 | 1 | ½ | ½ | ½ | ½ | X  | 3½   |

## Chân dung các nhà vô địch

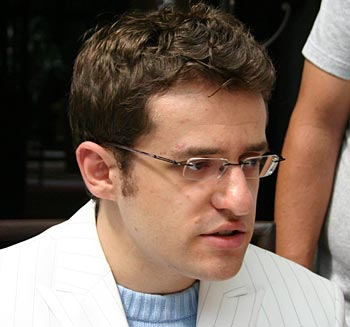
Levon Aronian, đồng vô địch năm 2006, 2010
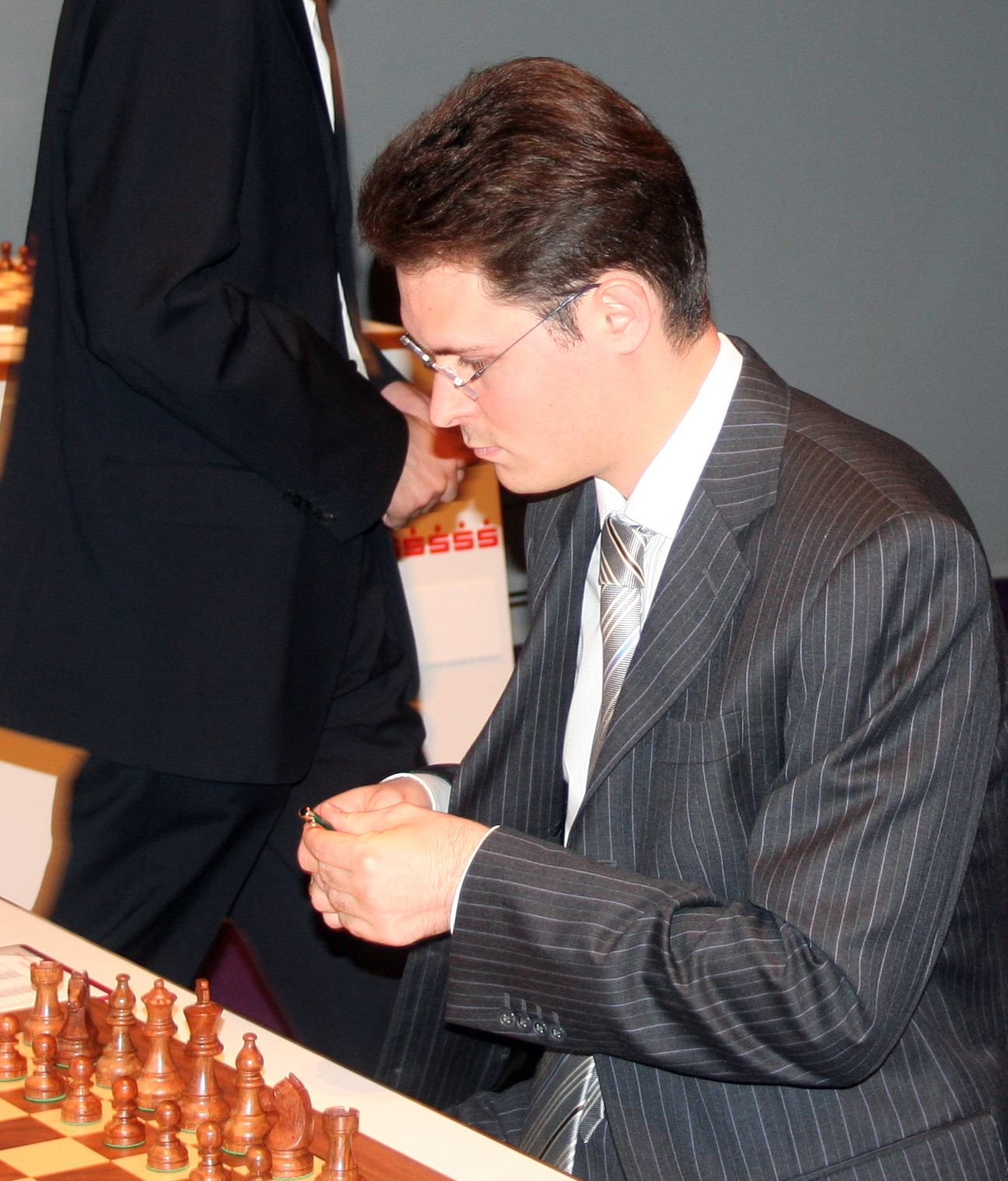
Peter Leko, đồng vô địch năm 2006
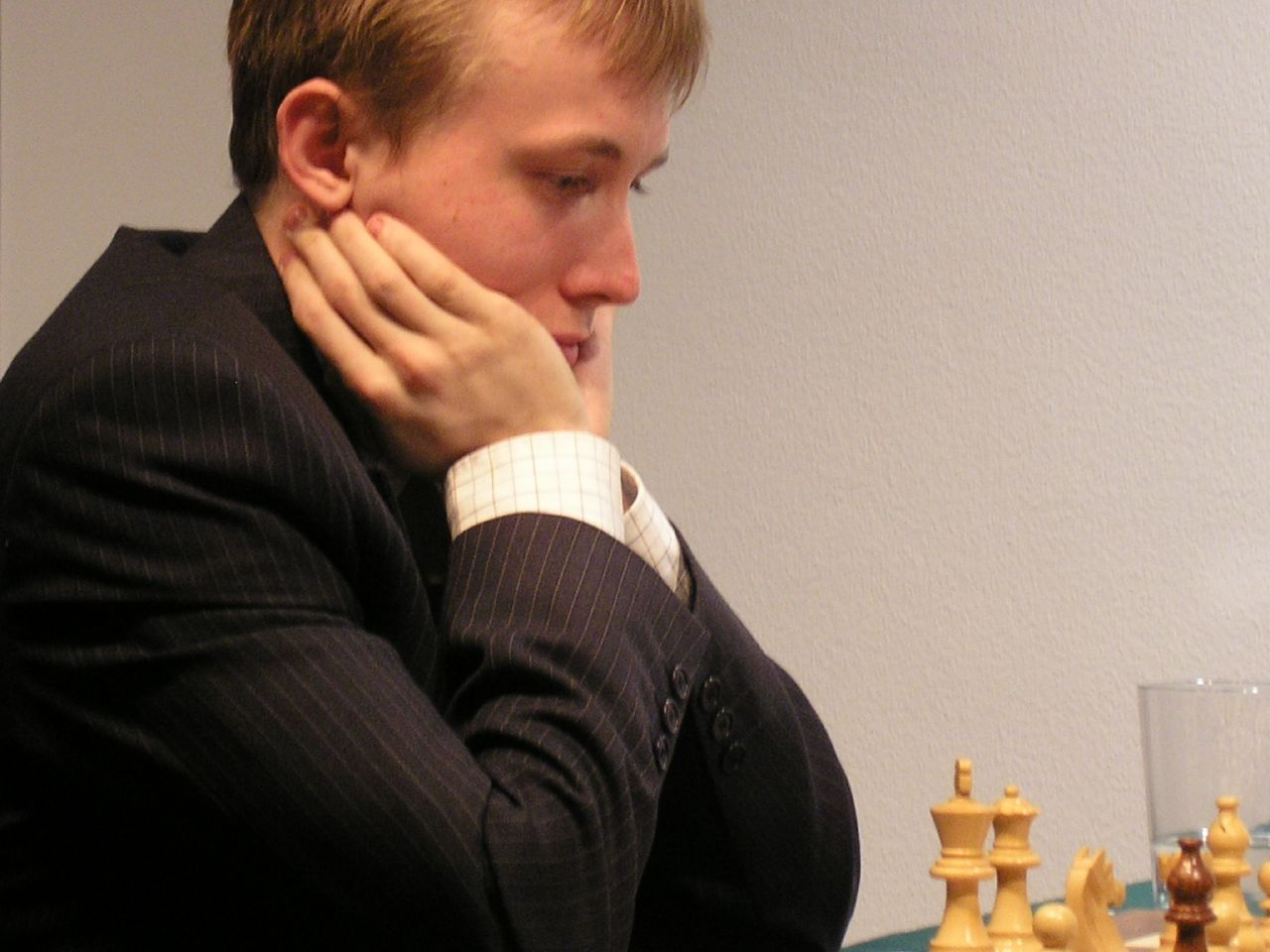
Ruslan Ponomariov, đồng vô địch năm 2006
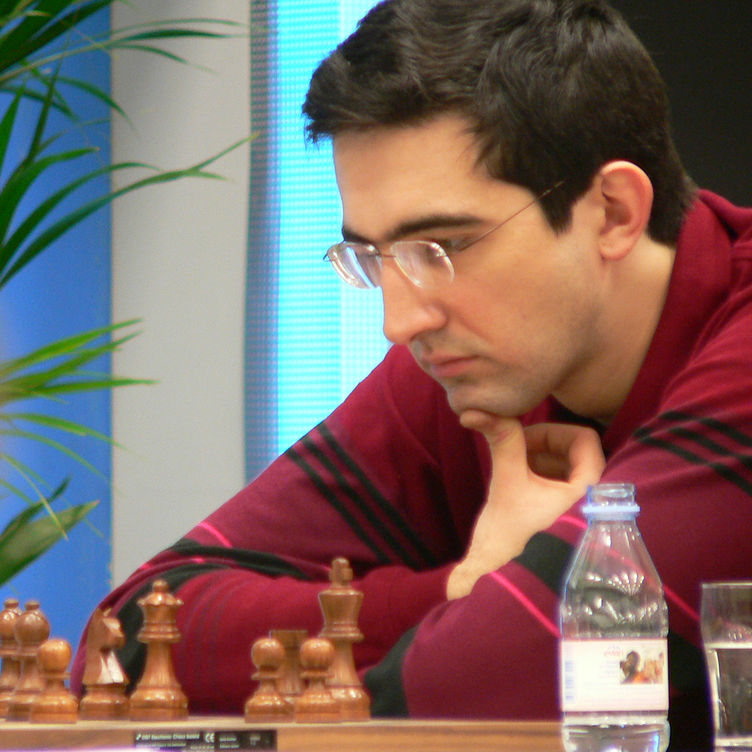
Vladimir Kramnik, vô địch năm 2007, 2009
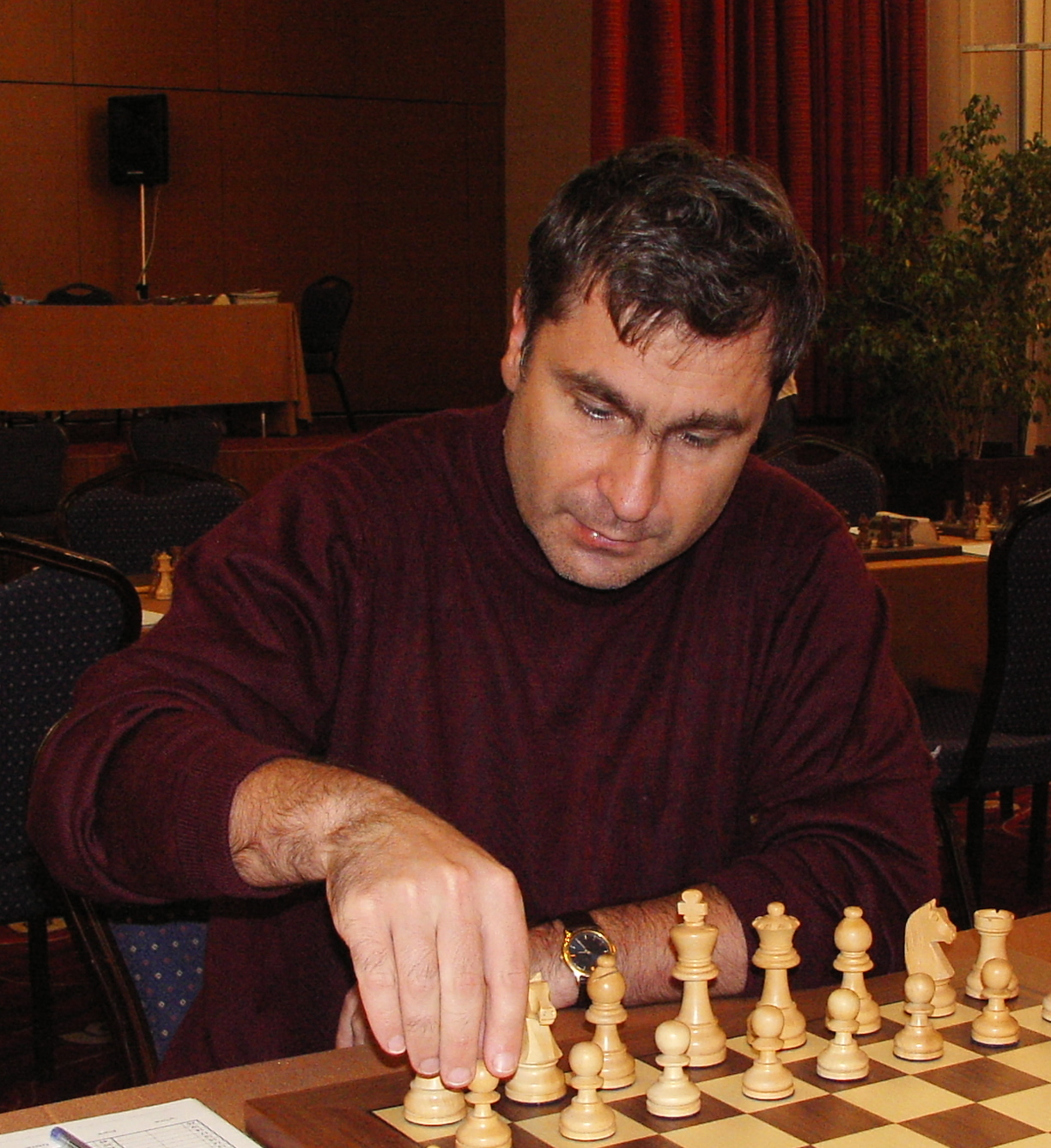
Vassily Ivanchuk, vô địch năm 2008
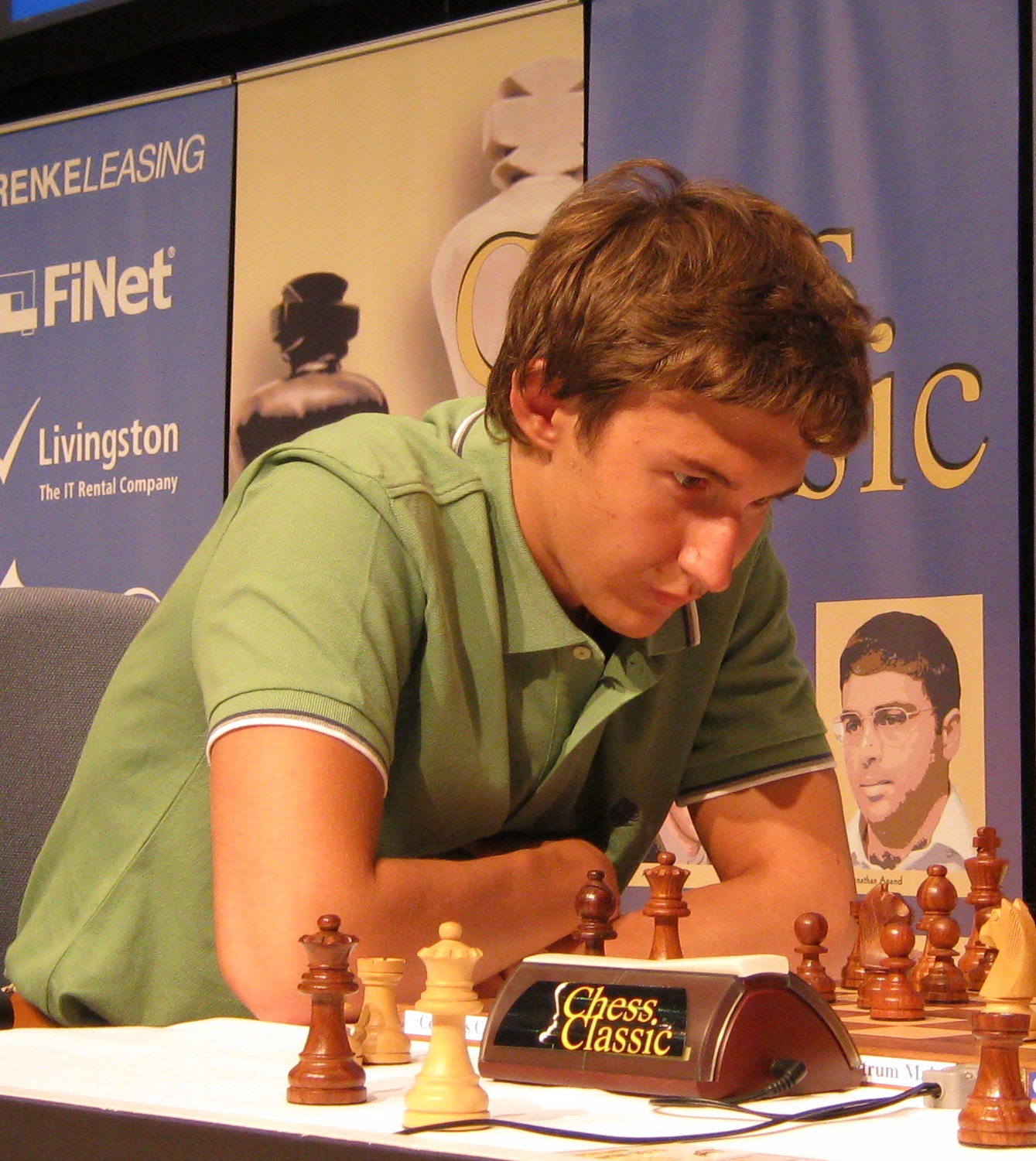
Sergey Karjakin, đồng vô địch năm 2010